# Castelul Inveraray
Castelul Inveraray (gaelică scoțiană Caisteal Inbhir Aora, pronunțat [ˈkʰaʃtʲəl̪ˠ iɲɪɾʲˈɯːɾə]) este un conac în apropiere de Inveraray, în Argyll, vestul Scoției, pe malul Loch Fyne, cel mai lung lac de mare din Scoția. Este unul dintre primele exemple de arhitectură neogotică. 
Începând secolul al XVIII-lea este reședința ducilor de Argyll, conducătorii clanului Campbell.

## Istoric și arhitectură
Castelul actual a fost construit în stilul neogotic. Lucrările la acesta au început în 1743, înlocuind un castel din secolul al XV-lea. Piatra de temelie a fost pusă în octombrie 1746. Aceste date îl fac una dintre cele mai vechi clădiri neogotice, alături de Strawberry Hill House. Inițial, toate acoperișurile erau plate și crenelate. Ulterior, a fost adăugat un al treilea etaj cu acoperiș abrupt și lucarne pe toate cele patru aripi și au fost adăugate acoperișuri conice abrupte deasupra celor patru turnuri rotunde. Satul Inveraray a fost mutat în anii 1770 pentru a oferi castelului un cadru mai retras. 
Printre proiectanții care au lucrat la conac se numără William Adam și Roger Morris. Interiorul cuprinde o serie de încăperi neoclasice create pentru cel de-al 5-lea duce de Robert Mylne. Acestea sunt printre încăperile deschise publicului. James Lees-Milne nu a fost impresionat de casă atunci când a vizitat-o în 1943, remarcând piatra gri „urâtă” și numind-o „sumbră și interzicătoare”. 
În 1975, un incendiu a devastat castelul Inveraray și, pentru o perioadă, cel de-al 12-lea duce și familia sa au locuit în subsolul castelului, timp în care s-au efectuat restaurări care au necesitat o strângere de fonduri la nivel mondial. 

## Epoca modernă
Castelul este deschis vizitatorilor. Colecția sa include peste 1.300 de lănci, muschete, săbii și alte arme. 
Al 13-lea duce și familia sa locuiesc în apartamente private care ocupă două etaje și sunt așezate între două dintre cele patru turnuri circulare crenelate. Renovările recente au inclus instalarea primei încălziri centrale a casei. 
Castelul Inveraray este o clădire din categoria A. Este înconjurat de o grădină de 6,5 ha și o moșie de 240 km2. Pe lângă turism, activitățile moșiei includ silvicultură comercială, agricultură, producția de energie eoliană și hidroenergetică și vânătoare de căprioare. 

## În cultura populară
Episodul de Crăciun din 2012 a Downton Abbey a fost parțial filmat aici, jucând rolul fictivuui „Castel Duneagle”. Castelul Inveraray a apărut, de asemenea, într-o serie despre castelele scoțiene realizate de radiodifuzorul american PBS. Festivalul „Best of the West”, organizat de Ducesă, are loc la castel în fiecare septembrie. 

## Galerie

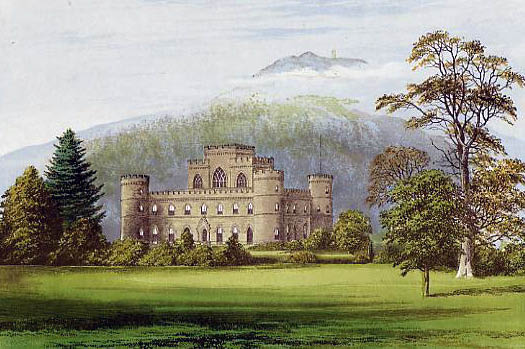
1880
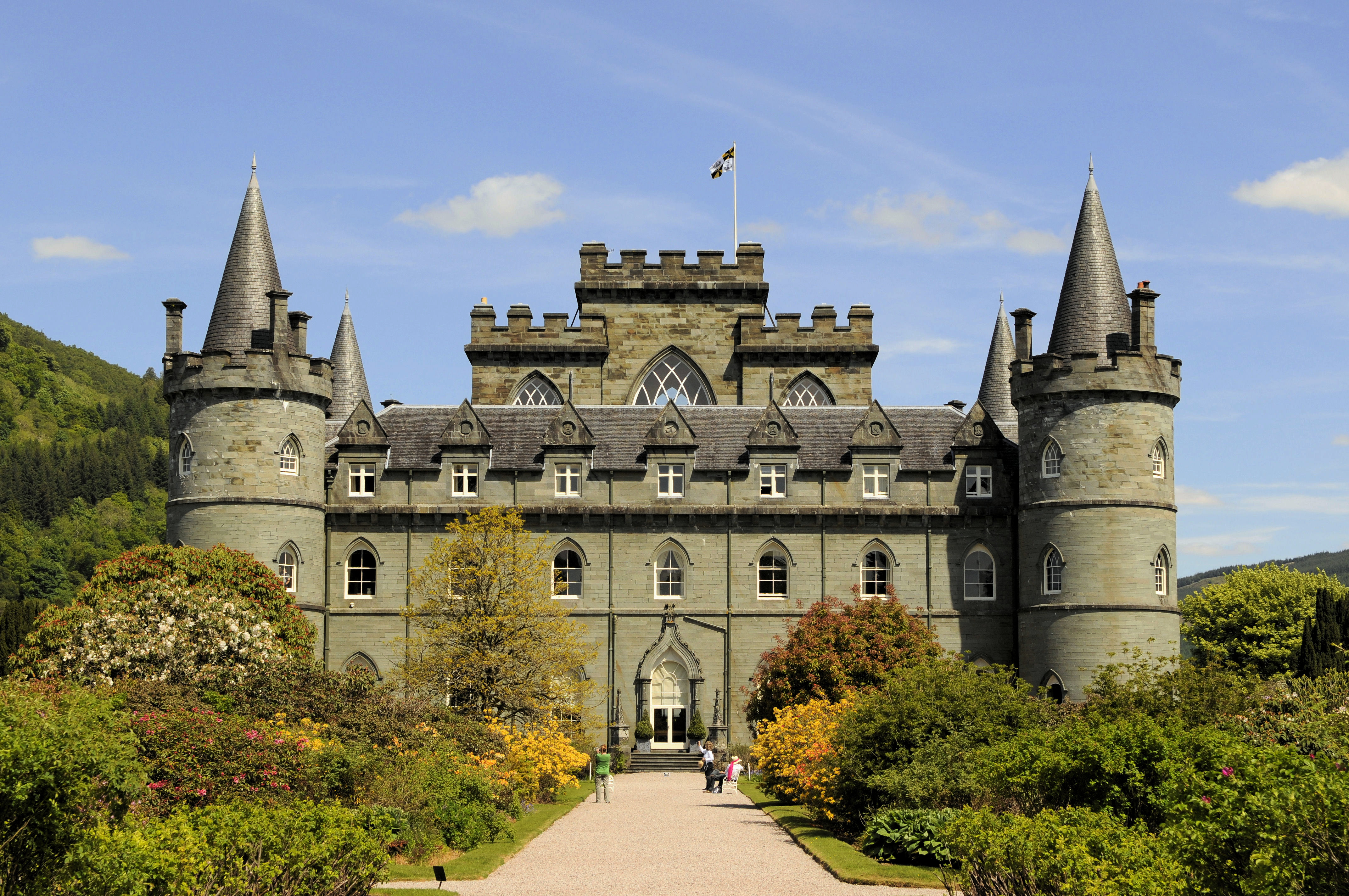
2010
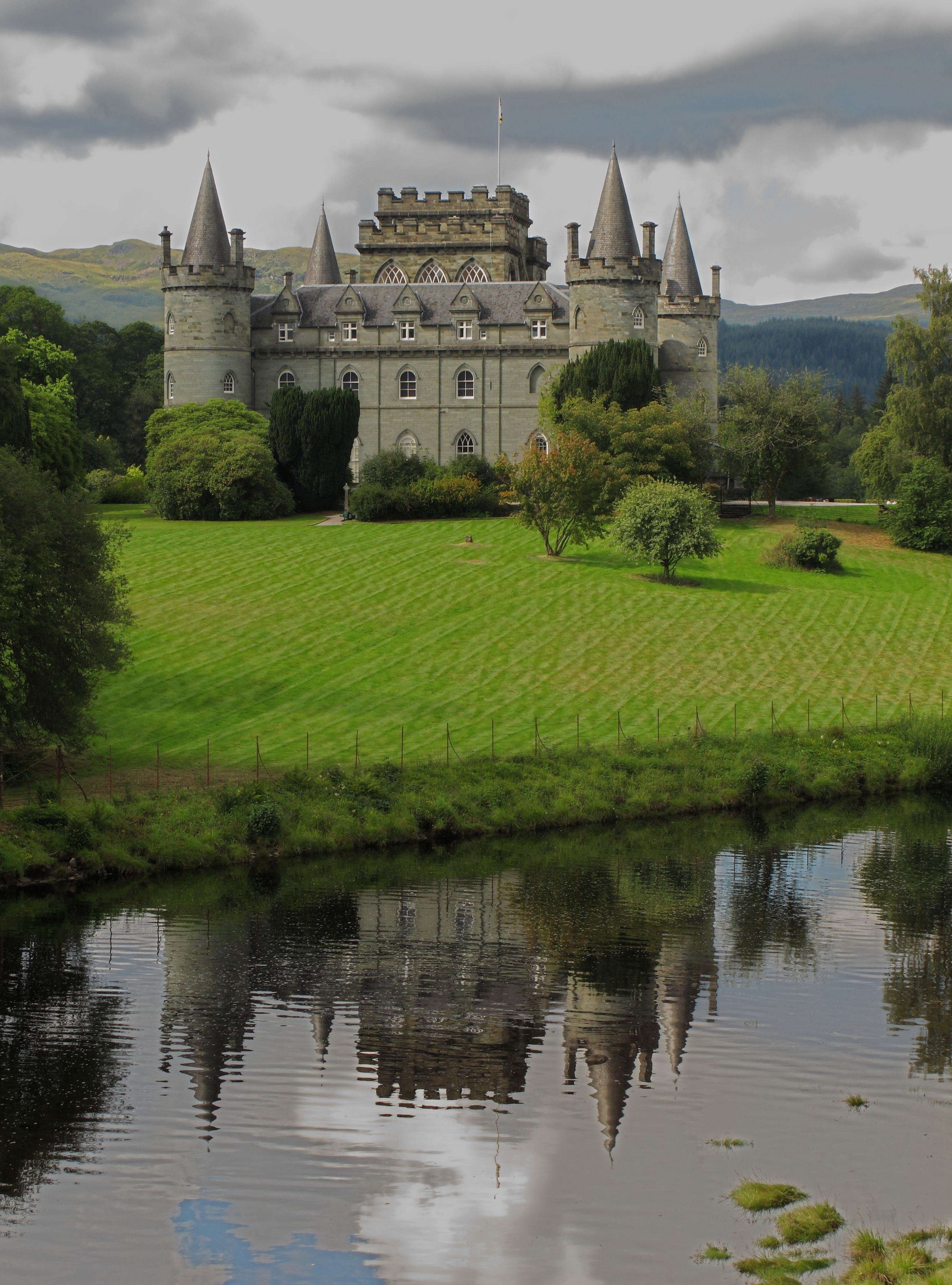
2010
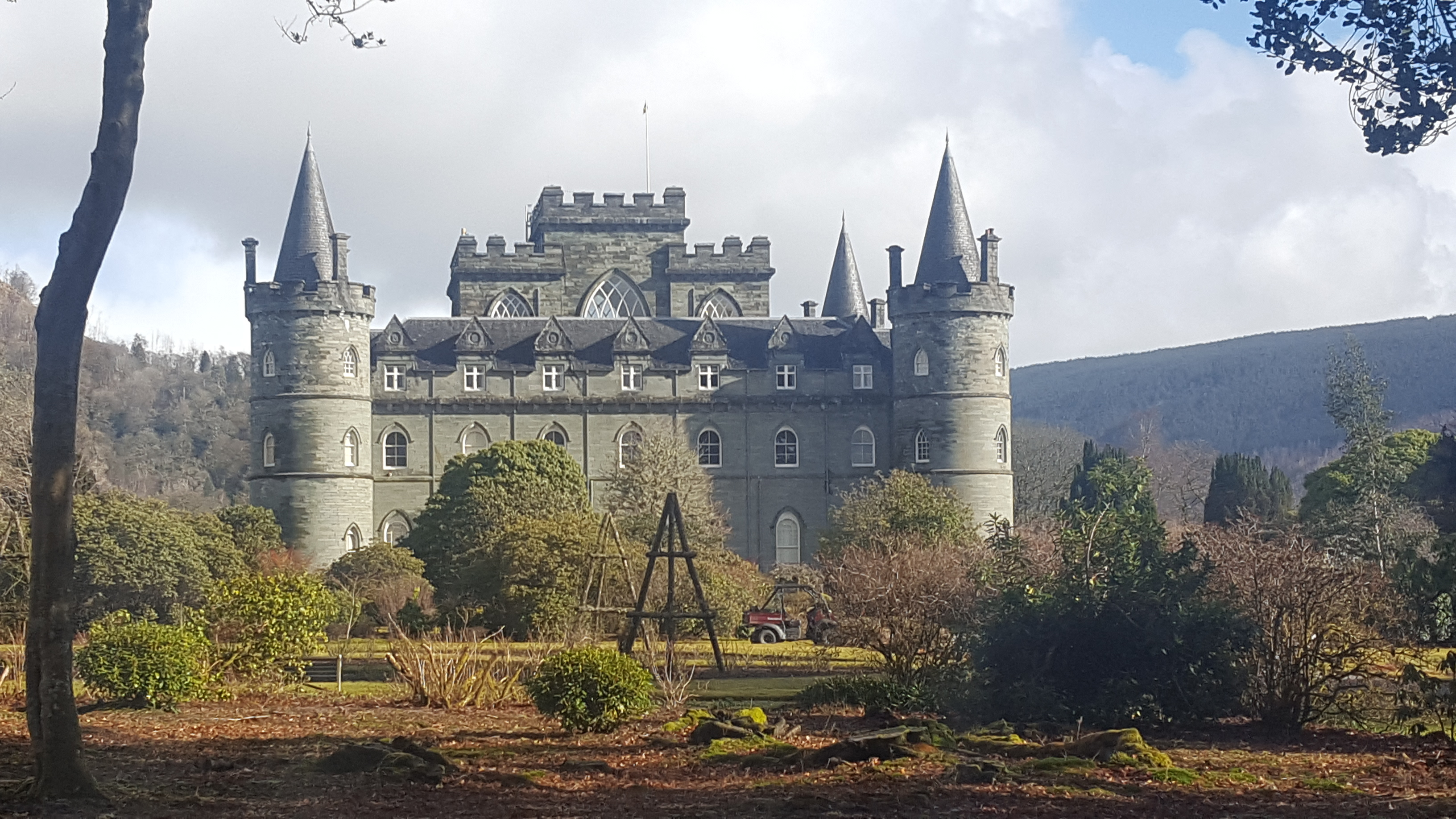
2017
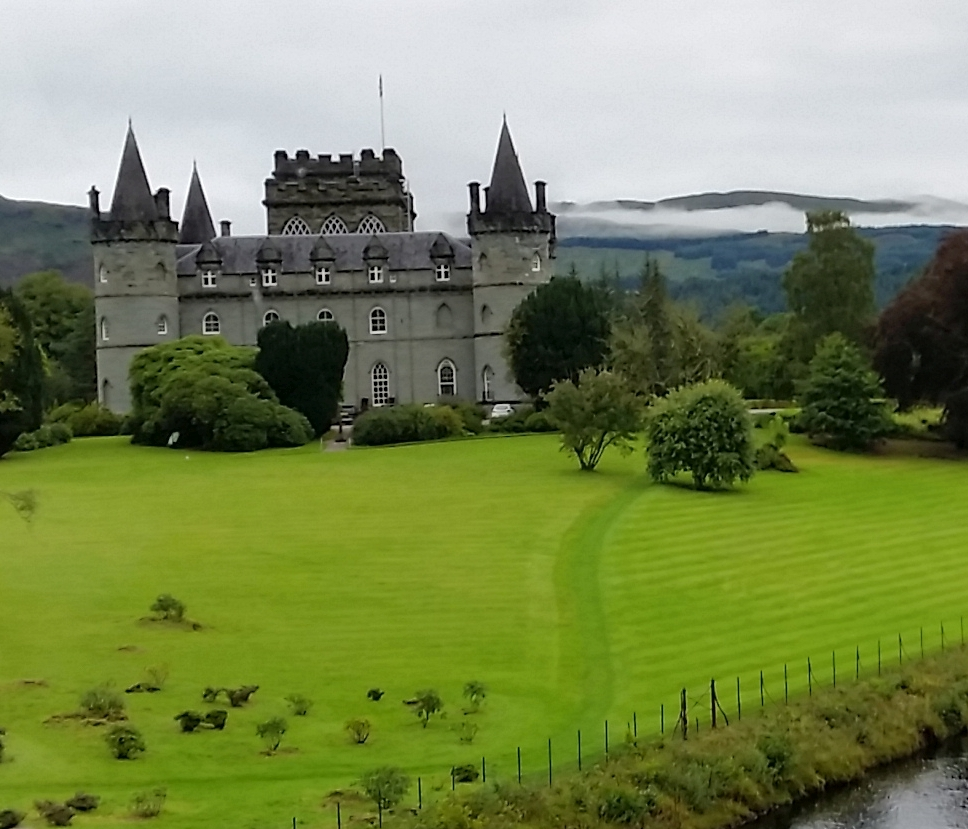
2018